# Куп Мађарске у фудбалу 1940/41.
Куп Мађарске у фудбалу 1940/41. (мађ. 1940–1941-es magyar labdarúgókupa) је било 18. издање серије, на којој је екипа ФК Солнок МАВа тријумфовала по 1. пут. 
Куп Мађарске није игран између 1935. и 1940. године. До суспензије је дошло због терминских потешкоћа великих тимова. Куп предвиђен за сезону 1940/41. такође је садржао правило да се повежу Куп Мађарске са прваком Коринтског првенства, а победник Коринтске првенства, односно аматерско друштво које се најдуже задржало у Купу Мађарске, биће за једну дивизију више у првенству, или неће бити елиминисан на крају године. Такође нерешен резултат је био довољан да прође у гостима, чак и против нижеразредног тима. На истом лигашком скору није пресудила боља гол разлика, већ бољи учинак у Купу Мађарске.

## Четвртфинале
| 1. екипа       | Резултат | 2. екипа      |
| -------------- | -------- | ------------- |
| ФК Шалготарјан | 1 : 0    | ФК Електромош |
| Кишпешт        | 3 : 0    | ФК Гама       |
| ФК Тереквеш    | 3 : 0    | ФК Гасђар     |
| ФК Солнок МАВ  | 2 : 0    | Ивегђар Токод |

## Полуфинале
| 1. екипа       | Резултат     | 2. екипа    |
| -------------- | ------------ | ----------- |
| ФК Солнок МАВ  | 2 : 2, 3 : 2 | Кишпешт     |
| ФК Шалготарјан | 2 : 1        | ФК Тереквеш |

## Финале
| ФК Солнок МАВ                                            | 3 : 0    | ФК Шалготарјан |
| -------------------------------------------------------- | -------- | -------------- |
| Ференц Колат 23’ · Јожеф Санто 37’, 81’ · Ференц Нађ 42’ | Извештај |                |